# 鱼湾苏维埃政府旧址
鱼湾苏维埃政府旧址，位于中国广东省清远市英德市鱼湾镇原大同学社内。1991年11月，列入英德市文物保护单位。
1931年8月28日，刘裕光、梁展如、彭金华等人发动鱼湾暴动。29日，成立鱼湾苏维埃政府，廖光禄任苏维埃政府主席；不久鱼湾苏维埃政府遭镇压。